# 谢讷莱特
谢讷莱特（法語：Chénelette，法語發音：[ʃenlɛt]）是法国罗讷省的一个市镇，属于索恩河畔自由城区。

## 地理
谢讷莱特（46°10'7"N, 4°29'28"E）面积11.02 平方千米，位于法国奥弗涅-罗讷-阿尔卑斯大区罗讷省，该省份为法国中东部省份，北起顺时针与索恩-卢瓦尔省、安省、里昂大都会、伊泽尔省和卢瓦尔省接壤。
与谢讷莱特接壤的市镇（或旧市镇、城区）包括：韦尔奈、普勒莱塞沙莫、普罗皮耶尔、圣迪迪耶叙博热、莱萨尔迪亚。

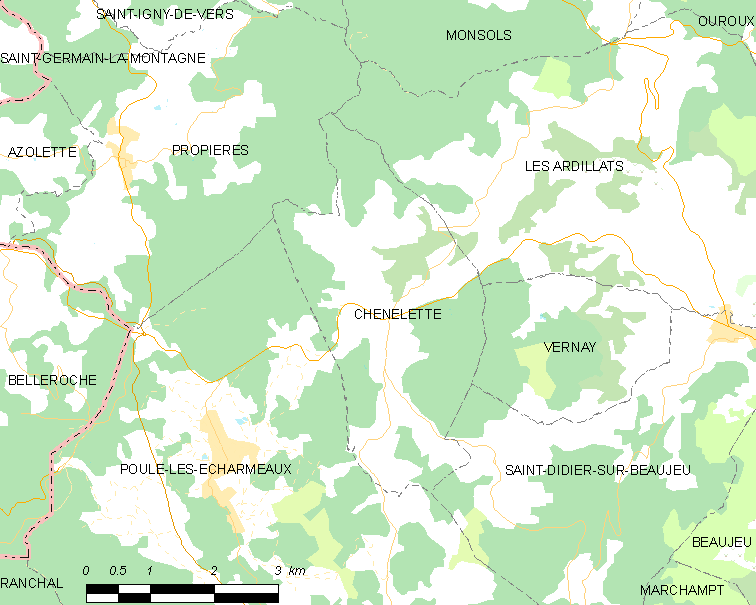
谢讷莱特的OSM定位图

谢讷莱特的时区为UTC+01:00、UTC+02:00（夏令时）。

## 行政
谢讷莱特的邮政编码为69430，INSEE市镇编码为69054。

## 政治
谢讷莱特所属的省级选区为蒂济莱布尔县。

## 人口

1962-2008年间谢讷莱特人口变化图示

谢讷莱特于2022年1月1日时的人口数量为365人。